# Kerblík třebule
Kerblík třebule (Anthriscus cerefolium) neboli třebule pravá je jednoletá rostlina z čeledi miříkovité (Apiaceae). Roste divoce, v ČR se vzácně pěstuje. Někdy zplaňuje, a to jak v Evropě, tak v severní Africe, východní Asii a v Americe.

## Popis a pěstování
Kerblík je jednoletá rostlina vysoká až 70 cm, příjemně vonící po anýzu. Jeho černé a lesklé plody vyséváme do volné půdy na polostinná místa; nesnáší vyprahlé lokality. Úrodu listů zvýšíme odřezáváním květních stvolů. Kerblík totiž po odkvětu odumírá a zasychá. Listy kerblíku jsou velice jemným kořením, typickým především pro rafinovanou francouzskou kuchyni. Vzhledem k snadno prchavému arómatu, připomínající směs anýzu a petržele, přidáváme je k teplým pokrmům až v poslední fázi úpravy, a to nejlépe čerstvé. Můžeme ho také pěstovat v truhlíku za oknem.

## Původ a rozšíření
Pochází z Kavkazu a západní Asie a kořenili jím Římané už ve starověku, kteří ho během válečných výprav rozšířili do mnoha evropských zemí i na britské ostrovy. V České republice je zdomácnělým archeofytem. Vyskytuje se roztroušeně v teplých oblastech jižní Moravy, severozápadních Čech, okolí Prahy a též v jižních Čechách; vyrůstá na čerstvě vlhkých, živinami velmi dobře zásobených půdách převážně v synantropní vegetaci akátin, pasek, v listnatých lesních kulturách a jejich lemech a podobně.

## Použití a uchovávání
Zásobu čerstvých listů na zimu uchováváme nejlépe v mrazničce, sušením ztrácí koření na kvalitě. Spolu s petrželí, pelyňkem kozalcem (estragonem) a pažitkou tvoří jemnou směs (francouzsky „fines herbes“, německy „küchenkräuter“), používanou do omelet. Jinak jím kořeníme zeleniny, maso – především skopové, pečené kuře a grilované ryby. Připravuje se také kerblíková polévka, připravovaná z hovězího vývaru, smetany a vaječných žloutků. Přidává se do tvarohových pomazánek, na chléb s máslem a do salátů.